# Karel Ondereet
Karel Ondereet (Gent, 16 augustus 1804 - aldaar, 16 augustus 1868) was een Vlaams toneelschrijver.

## Levensloop
In 1840 richtte Ondereet samen met zijn bekendere vriend Hippoliet Van Peene het toneelgenootschap Broedermin en Taelyver op in Gent. Hij was ook verbonden aan De Fonteine en stichtte in 1857 het Vondelgenootschap Kunst en Beschaving.
Als toneelschrijver bracht hij de massa in contact met de Vlaamse cultuur, met een eerder paternalistische ondertoon. Daarnaast was hij ook zelf acteur. 
Ondereet stierf in 1868 en werd aanvankelijk begraven aan de Dampoort, maar later overgebracht naar de Westerbegraafplaats.